# Oelsaberggründchen

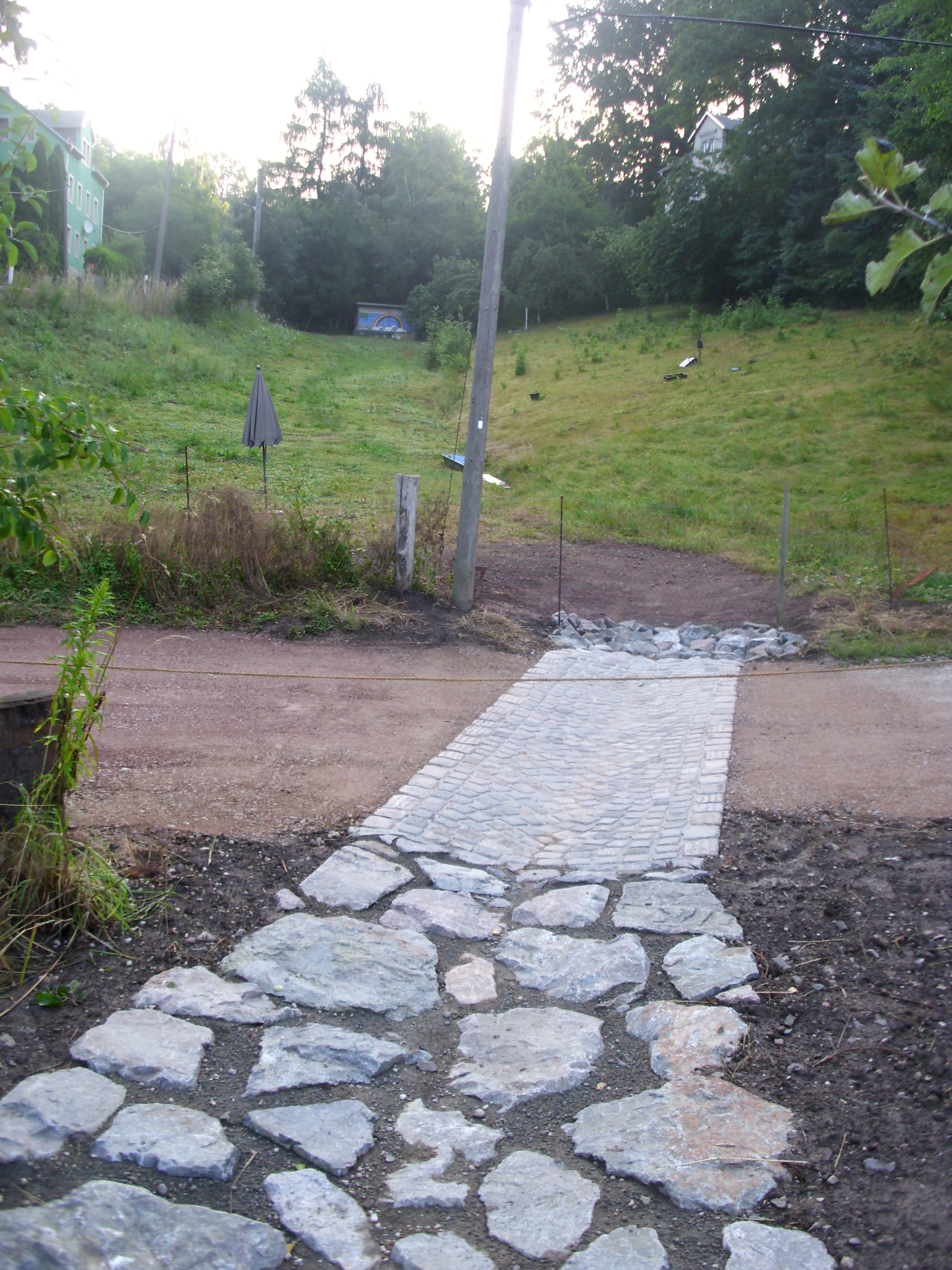

Das Oelsaberggründchen ist ein Seitental der Roten Weißeritz bei Seifersdorf (Dippoldiswalde) und Oelsa im Landkreis Sächsische Schweiz-Osterzgebirge. Teile davon sind seit 1974 im Landschaftsschutzgebiet Tal der Roten Weißeritz ausgewiesen.

## Lage
Als Oelsaberggründchen wird das rechte Seitental des Seifersdorfer Grundes (Rote Weißeritz) bezeichnet, das in Neuoelsa südöstlich des Oelsaberges beginnt und oberhalb des Bahndammes der Weißeritztalbahn in den Seifersdorfer Grund mündet. Dieser liegt in der Gemarkung von Seifersdorf und Oelsa.

## Geschichte
Durch den Grund verlief die Kleine Straße (auch Leichenweg), die am Ortsausgang von Seifersdorf nördlich den Hang hinaufführte. Nach dem Bau der heutigen Straße nach Oelsa 1876 verlor diese an Bedeutung. Sie wird bereits auf den Berliner Meilenblättern um 1800 erwähnt. Die heutige Straße nach Oelsa ist durch den Grund selbst geführt, die gesamte Länge dieser damals neuen Straße zwischen dem alten Straßenverlauf beträgt 600 Meter. Im untersten Teil des Grundes stehen die drei Seifersdorfer Häuser. Das älteste am Ortsausgang wurde 1855 erbaut. Neben diesem befand sich entlang der Straße zu DDR-Zeiten die Seifersdorfer Gärtnerei mit fünf Gewächshäusern und sechs eingefassten Beeten.

## Oelsabergbach
Der Oelsabergbach durchläuft in der gesamten Länge den Grund, sein Quellgebiet liegt in Neuoelsa bei 360 m.ü.NN, seine Mündung in die Rote Weißeritz in Seifersdorf bei 294 m.ü.NN; der Bachlauf ist 640 Meter lang. Beim Bau der Straße im Jahre 1876 wurde ein Teil des Bachlaufes in einen Straßengraben verlegt.

## Landschaftsschutz
Seit 4. Juli 1974 ist ein Teil des Grundes als das Landschaftsschutzgebiet „Tal der Roten Weißeritz“ unter Schutz gestellt.